# Don Worthington
Donald Grant „Don” Worthington (ur. 1913, zm. 9 sierpnia 1944) – podpułkownik Armii Kanadyjskiej. Podczas II wojny światowej dowodził m.in. 28. Pułkiem Pancernym „British Columbia”. Zginął w sierpniu 1944 roku w Normandii, dowodząc grupą bojową podczas bitwy o wzgórze 140.

## Życiorys
Był synem dr. George’a Worthingtona, lekarza i radnego miasta Vancouver. Miał dwa lata młodszego brata Jacka. Studiował farmację na Uniwersytecie Kolumbii Brytyjskiej. W 1934 roku postanowił zaciągnąć się do wojska, zasilając szeregi pułku piechoty „British Columbia” (British Columbia Regiment, BCR). W latach 1936–1938 służył jako adiutant pułku, potem dowodził jedną z kompanii. Następnie przez kilkanaście miesięcy był oficerem w Sztabie Generalnym, po czym w 1940 roku powrócił na stanowisko adiutanta BCR (w którym służył już również jego brat, jako dowódca plutonu).
BCR został włączony w skład 4 Kanadyjskiej Dywizji Pancernej i w 1942 roku przeorganizowany w pułk pancerny. Worthington został awansowany do stopnia majora i otrzymał dowodzenie nad jednym ze szwadronów. Aby nabrać doświadczenia bojowego, na początku 1943 roku został tymczasowo przydzielony do walczącego w Afryce Północnej brytyjskiego pułku pancernego 2nd Lothian and Borders Horse Yeomanry, w którym pełnił funkcję dowódcy szwadronu, a potem zastępcy dowódcy pułku. W kwietniu 1943 roku powrócił do swojego macierzystego pułku, a w lipcu ukończył Canadian Military Headquarters Senior Officers’ School. Miesiąc później został awansowany do stopnia podpułkownika i objął dowodzenie nad BCR.
Na przełomie lipca i sierpnia 1944 roku 4 Kanadyjska Dywizja Pancerna została wysłana na front do Normandii, gdzie weszła w skład II Korpusu Kanadyjskiego. Jej debiutem bojowym była Operacja Totalize. W drugim dniu operacji ppłk Worthington został wyznaczony na dowódcę grupy bojowej złożonej z pułku „British Columbia” i trzech kompanii piechoty, a nazwanej od jego nazwiska „Worthington Force”. Jej zadaniem było opanowanie wzgórza 195, ważnego punktu terenowego leżącego na drodze natarcia korpusu wzdłuż szosy Caen-Falaise. Nad ranem 9 sierpnia Worthington poprowadził grupę w kierunku wzniesienia i w swoim mniemaniu je zajął. Jak się potem okazało, pomylił jednak drogę i w rzeczywistości znalazł się w okolicach wzgórza 140, leżącego 6 km od celu. Jego grupa bojowa została otoczona przez oddziały SS-Obersturmbannführera Maxa Wünsche i podczas całodziennego boju niemal kompletnie zniszczona. Worthington zginął pod koniec bitwy śmiertelnie raniony odłamkiem pocisku moździerzowego. Już następnego dnia rozpoczęto jednak odtwarzanie pułku „British Columbia”, a jednym z nowych dowódców szwadronu został brat Dona, mjr John „Jack” Worthington. Niedługo potem, 18 sierpnia, podczas Operacji Tractable również i on poległ. Obaj Worthingtonowie spoczęli obok siebie na kanadyjskim cmentarzu wojennym w normandzkiej miejscowości Bretteville-sur-Laize.
W 1956 roku szczyt o wysokości 2915 m n.p.m., leżący na granicy kanadyjskich prowincji Kolumbia Brytyjska i Alberta, otrzymał na cześć ppłk. Dona Worthingtona nazwę Mount Worthington.